# Rzeź polskich jeńców pod Batohem

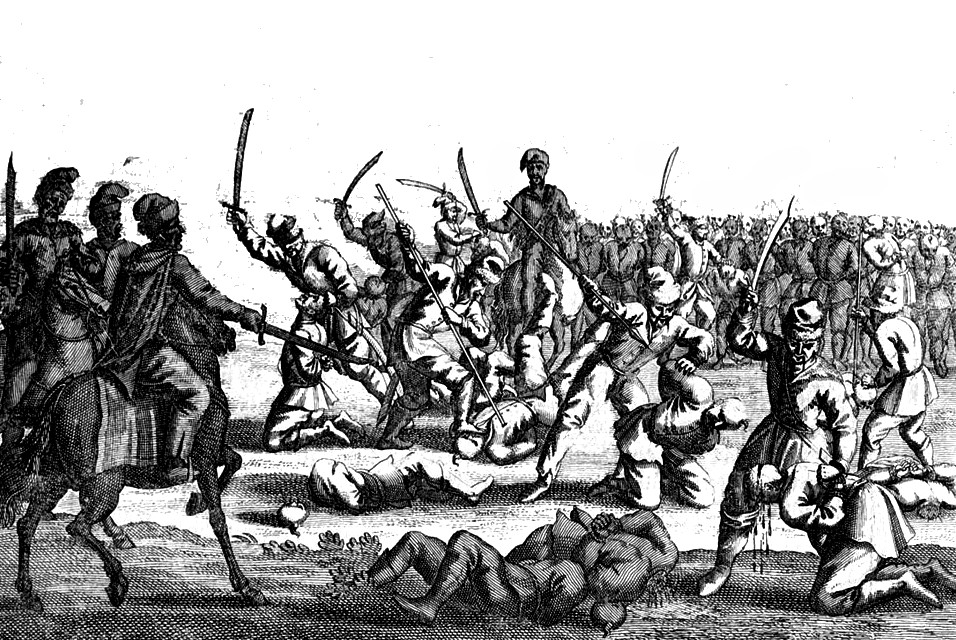
Masakra polskich jeńców pod Batohem, rycina z dzieła Hioba Ludolfa „Allgemeine Schau-Bühne oder Welt"

Rzeź polskich jeńców pod Batohem – masowa zbrodnia dokonana z rozkazu Bohdana Chmielnickiego przez Kozaków zaporoskich i Tatarów nogajskich na polskich jeńcach wojennych, stanowiących w większości elitę żołnierską I Rzeczypospolitej – z tego powodu Batoh bywa obecnie nazywany „sarmackim Katyniem”.
Rzezi dokonano w dniach 3–4 czerwca 1652 po klęsce wojsk polskich w bitwie pod Batohem podczas powstania Chmielnickiego.

## Przyczyny rzezi
Drugiego dnia po bitwie hetman kozacki Bohdan Chmielnicki wydał osobisty rozkaz, w którym nakazał w dniach 3–4 czerwca wymordować polskich jeńców wojennych uzasadniając to słowami: „Zdechły pies nie kąsa” (faktycznie wypowiedział je pułkownik Iwan Zołotarenko). Przeciw masowemu morderstwu na polskich jeńcach zaprotestowali Tatarzy krymscy, którzy podczas rzezi ukryli i ocalili w swoich obozach niektórych Polaków. Każdy jeniec pozostawiony przy życiu był dla Tatarów zyskowny, bowiem za jego uwolnienie rodziny płaciły sowity okup. Chmielnicki odrzucił żądania Tatarów co do pozostawienia Polaków przy życiu. Pułkownicy kozaccy Zołotarenko i Wysoczanin wykupili polskich jeńców, po czym Chmielnicki przekazał ich do wymordowania Kozakom i Tatarom nogajskim. Jednak według polskiego historyka Eustachego Iwanowskiego mordu dokonali tylko Tatarzy (pisownia oryginalna): 

Tatarowie zwyciężonych i niewolników w pień wycinać nie chcieli. Kozacy zapłacili w dwójnasób za każdą głowę i zmusili Tatarów do rzezi. Sami byli tylko widzami tego dzikiego mordu, pilnując, aby się kto nie wymknął. Spod ziemi, jak mówią, dobywali, oddając Tatarom. Tego mordu nie można przypisać nienawiści szczególnéj Kozaków Rusi do Polski lub pomście za krzywdy od Polski doznane. Był to prosty skutek zwierzęcéj w ludziach natury, która gdy się rozbestwi krwi wylewem, w dzikości jest wyuzdaną i straszną. Tak zawsze bywało. W każdéj domowéj wojnie zawziętość, zapalczywość jest najwyższą. W r. 1652 spełnili najdziksze morderstwo pod Batowem, w roku 1654 pod Buszą sami siebie najokrutniéj zabijali.

 Wydającym ten rozkaz Chmielnickim kierowała przede wszystkim nienawiść do Polaków, lecz także pragmatyzm, gdyż był świadomy, że pozbawiając Rzeczpospolitą żołnierskiej elity, zada jej dotkliwy cios. Wojciech Jacek Długołęcki twierdzi, że rzeź polskich żołnierzy nie miała być odwetem za porażkę Chmielnickiego w bitwie pod Beresteczkiem w lipcu 1651 (jak twierdzili niektórzy historycy), ale hetmanowi kozackiemu chodziło również o odzyskanie wśród kozaczyzny nieco nadszarpniętego prestiżu, a także o powstrzymanie Tatarów, którzy z cennymi jeńcami udaliby się pospiesznie do Chanatu Krymskiego.

## Rzeź polskich jeńców
Pod Batohem doszło do masakry bezbronnych, a w jej trakcie zginęło prawdopodobnie od 3500 do nawet 8000 (zależnie od źródeł) doborowych polskich żołnierzy i oficerów. Liczbę ocalałych z pogromu szacuje się na około 1500–2000. Rzeź przebiegała następująco: związanych jeńców po kilku wyprowadzano na wyznaczony plac (majdan), na którym Kozacy i Tatarzy nogajscy podrzynali im gardła lub ścinali głowy, niektórych zakłuwano pikami. Kaźń odbywała się w obecności pozostałych polskich jeńców czekających na swoją egzekucję. Oszpeconych ciał nie grzebano. Polski historyk i duchowny Jan Tomasz Józefowicz w „Kronice miasta Lwowa od roku 1634 do 1690” opisał masakrę następująco (pisownia oryginalna):

Wyznaczono tedy dzień śmierci dla niewinnych, zaproszono sąsiadów i zmieniwszy całe równiny i pola w straszną widownię, a właściwie w rzeźnię samowolnej dzikości, wyprowadzono tam nieszczęśliwych jeńców, ani się nie opierających, ani nie wiedzących o śmierci, z zawiązanemi rękami i nogami, a wszystkich bezbronnych, obnażonych i na wszelkie pociski pogotowych. Liczbę tych opłakanych ofiar podawano na 5000 szlachty i czeladzi obozowej; piechota bowiem ze swymi naczelnikami w obozie zamknięta mężnie i chwalebną poległa śmiercią. Do spełnienia tego okropnego dzieła wybrali Kozacy najdzikszych ludzi z pomiędzy Tatarów Nohajskich, którzy też uzbrojeni nie tylko w szable, ale i we wszelkie narzędzia mordercze przeciw swym związanym i bezbronnym ofiarom wystąpili. Na dany znak rzuciła się z całą zajadłością i piekielną rozkoszą przeznaczona do umówionego okrucieństwa zgraja i podzieliwszy na oddziały, zaczęła wywierać wściekłą swą zemstę na godnych lauru męczeństwa ofiarach. Zabijano tedy niektórych od razu, niektórych powoli podług upodobania i fantazyi morderców, wielu nadstawiało swe gardła pod ostrzejszy miecz aby nie cierpieć dłużej, wielu męczeni powoli prosili o silniejsze razy, ci w swojej własnej, inni w krwi drugich się nurzali, ci na ziemię, inni na konających towarzyszów padając; jedni prędko, drudzy powoli po otrzymanych z nieustraszonym umysłem ranach śród westchnień, bólów i łkania ducha oddawali, inni znowu na kształt zwierząt rzezani, siekani i rąbani, a bez wątpienia wszyscy zbawienne imię Chrystusa przy ostatnim westchnieniu i bolesnym zgonie wzywając po męczeńsku umierali. Aby się zaś nie zdawało, że Kozacy nieczynnymi są widzami, uwijali się konno tu i ówdzie, zachęcali do silniejszego rąbania i mordowania okrutniejszym sposobem Tatarów w rozlanej krwi rozpustujących, i naśmiewając się z ran umierających, rozpustnym językiem z nieszczęśliwych szydzili.

Wśród ofiar masakry znaleźli się między innymi:
- Samuel Jerzy Kalinowski – syn hetmana Marcina Kalinowskiego dowodzącego pod Batohem (zginął z rąk tatarskich)[6],
- Zygmunt Przyjemski – generał artylerii koronnej i pisarz polny koronny,
- Jan Odrzywolski – kasztelan czernihowski i weteran walk przeciw Kozakom, Rosji, Szwecji i Turcji,
- Marek Sobieski – rotmistrz wojsk koronnych, brat Jana (późniejszego króla Polski),
- Niepokojczycki, Górka i wielu innych.

Ciało hetmana Marcina Kalinowskiego odnalezione po bitwie w lesie, zostało przez Kozaków ścięte, a jego zatkniętą na włóczni głowę obnoszono po obozie. Ocaleli nieliczni – w tym Stefan Czarniecki, Krzysztof Korycki, Krzysztof Grodzicki i Stanisław Zygmunt Druszkiewicz, których Tatarzy ukryli w swych namiotach.
Bitwa pod Batohem miała przełomowe znaczenie: zniszczenie najlepszych oddziałów armii koronnej pozwoliło Chmielnickiemu przejść do ofensywy i w rezultacie doprowadzić do oderwania części Ukrainy od Rzeczypospolitej. Klęska Polaków poprzedziła wojnę z Rosją i potop szwedzki.